# جون أوبراين (حكم)
جون أوبراين (بالإنجليزية: John O'Brien) هو حكم أمريكي، ولد في 4 نوفمبر 1888 في بروكلين في الولايات المتحدة، وتوفي في 9 ديسمبر 1967 في أوشنسايد في الولايات المتحدة.

## وصلات خارجية
- جون أوبراين على موقع قاعة المشاهير الجامعة الوطنية لكرة السلة (الإنجليزية)